# Psila pteropleuralis
Psila pteropleuralis är en tvåvingeart som beskrevs av Shatalkin 1993. Psila pteropleuralis ingår i släktet Psila och familjen rotflugor. Inga underarter finns listade i Catalogue of Life.